# Nigel Spackman
Nigel James Spackman (* 2. Dezember 1960 in Romsey) ist ein ehemaliger englischer Fußballspieler und -trainer.

## Leben und Karriere
Spackman begann seine Spielerkarriere beim FC Andover. 1980 unterschrieb er einen Profivertrag beim AFC Bournemouth, die er drei Jahre später Richtung FC Chelsea verließ. Sein Debüt für die Blues gab er 1983 gegen Derby County, in welchem er auch ein Tor erzielte. Mit den Blues schaffte er 1984 den Aufstieg in die höchste englische Spielklasse. Nach einem Streit mit dem damaligen Trainer John Hollins wechselte Spackman 1987 zum FC Liverpool. Mit Liverpool verlor er zwei Ligapokalfinale und ein Pokalfinale. 1989 ging er für ein Jahr zu den Queens Park Rangers. Nach dem Kurzauftritt in London wechselte er Richtung Norden zu den Glasgow Rangers, wo er drei Mal schottischer Meister (1991, 1992, 1993) wurde, ein Mal den schottischen Pokal gewann (1992), und den 1991 schottischen Ligapokal holte. 1992 kehrte der Mittelfeldspieler wieder zum FC Chelsea zurück. Nach vier Jahren bei den Blues ließ er seine Karriere als Spielertrainer bei Sheffield United bis 1998 ausklingen. Nach seiner Spielerkarriere trainierte er von 2000 bis 2002 den FC Barnsley und im Jahr 2006 kurzfristig den FC Millwall.

### Erfolge
- 3 × Schottischer Meister mit den Glasgow Rangers (1990, 1991, 1992)
- 1 × Schottischer Pokalsieger mit den Glasgow Rangers (1992)
- 1 × Schottischer Ligapokalsieger mit den Glasgow Rangers (1991)
- 1 × Aufstieg in die höchste englische Spielklasse mit dem FC Chelsea (1984)